# Prueba de Hay
La prueba de Hay, también conocida como prueba de flor de azufre de Hay, es una prueba química que se usa para detectar la presencia de sales biliares en la orina.

## Procedimiento
El polvo de azufre se rocía en un tubo de ensayo con tres mililitros de orina y si la prueba es positiva, el polvo de azufre se hunde hasta el fondo del tubo de ensayo. El polvo de azufre se hunde porque las sales biliares disminuyen la tensión superficial de la orina.